# Escalerosia severini
Escalerosia severini is een keversoort uit de familie schijnsnoerhalskevers (Aderidae). De wetenschappelijke naam van de soort werd in 1907 gepubliceerd door Maurice Pic.